# بيروت 75 (رواية)
بيروت 75 هي رواية رمزية للكبار للكاتبة غادة السمان نشرت في سنة 1975 وقد اصدر من القصة ستة طبعات إلى يومنا هذا. يتحدث كتاب بيروت 75 عن طبيعة الحياة في بيروت الواقع من الداخل بعيداً عن ما كان يتخيل الناس الذين يعيشون في قرى دمشق عن أنها باريس الشرق الأوسط فتظهر لنا كيف ان هذه المدينة بأستطاعتها سحق من يأتي إليها طامعا بالشهرة والمال أن لم يلتزم بقواعدها وحرماتها وهذا مايحدث مع ابطال القصة فنراهم ينتهون واحد وراء الآخر بعد اندماجهم في السعي وراء المال والشهرة وملذات الحياة في بيروت. تتميز القصة بطابع مأساوي غامض كجميع قصص وروايات الكاتبة غادة السمان وتتألف من 108. صفحات تمت ترجمة القصة لعدة لغات مثل الرومانية والفرنسية والإيطالية والإنجليزية التي حازت على جائزةجامعة تكساس للكتاب المترجم وفازت النسخة الأسبانية بجائزة أندلوسيا لأحسن كتاب مترجم.
قالت غادة السمان عن كتابتها لقصة بيروت 75 «.. ما فعلته قبل أن أكتب» بيروت 75«، ذهبت إلى المناطق اللبنانية كلها، حيث الفقر والمعاناة... كما ذهبت إلى مستشفيات المجانين والسجون وعايشت معذبي مجتمعنا، وركبت القوارب مع الصيادين ليلا وعايشت مآسيهم، وبعد ذلك كله جاءت نبوءة عرافتي في رواية» بيروت 75«. ولا أنكر أنها أدهشتني وأخافتني وأنا أسطرها... وما من نبوءة بدون تحسس وجوه المتألمين كما يتحسس الأعمى كتابا بلغة برايل... ولحظتها كتبت نبوءة العرافة.. حين صرخت برعب» أرى كثيرا من الدم«وبعدها بأشهر انفجرت الحرب اللبنانية»

## ملخص الرواية

### حبكة الرواية
تبدأ رواية *بيروت 75* من محطة نقل بين دمشق وبيروت، حيث تلتقي شخصيات القصة الرئيسية التي تحمل أحلامًا متباينة، لكنها تتفق في كونها تبحث عن حياة جديدة في المدينة. فرح، الشاب القروي ذو الصوت الجميل، يسعى للشهرة والمال هربًا من الفقر، بينما تهرب ياسمين، الفتاة الدمشقية، من قيود العادات والتقاليد بحثًا عن الحرية. أثناء الرحلة، يركب معهما في السيارة نساء ثلاث بملابس سوداء، ينحن بطريقة تنذر بالشؤم، وكأنهن يُمهِّدن لمآسي بيروت المنتظرة.
في المدينة، تتقاطع مصائر الأبطال مع شخصيات أخرى مثل أبو مصطفى، صياد السمك الذي يحلم بالعثور على مصباح سحري في شباكه، وطعان الهارب من الثأر، وأبو الملأ الذي يهرب من الفقر لإنقاذ عائلته. كل شخصية تعكس جانبًا من قسوة الواقع في بيروت، المدينة التي تُسقط أقنعة الأحلام وتظهر حقيقتها القاسية. تتطور الأحداث لتكشف عن الصراعات النفسية والاجتماعية التي يواجهها الأبطال، وتنتهي الرواية بمصائر مأساوية للجميع، حيث يموت معظم الشخصيات بينما يفقد فرح عقله، في إشارة إلى أن بيروت قد سلبت أرواحهم بطرق مختلفة.
الرواية تُبرز بيروت كمدينة متناقضة؛ فهي حاضنة للأحلام ومحطمة لها في آنٍ معًا، مما يجعلها رمزًا معقدًا للنقد الاجتماعي والسياسي في أدب غادة السمان.

### شخصيات القصة

#### الشخصيات الرئيسة
- فرح يذهب فرح الشاب القروي ذو الصوت الجميل والطلة الرجولية البهية إلى بيروت ليحصل على المساعدة من قريبه نيشان لينتشله من الفقر ويصنع منه نجم فيستغل نيشان حاجة فرح للمال ورغبته الشديدة في الوصول إلى الشهرة ويستغله جنسياً لأشباع رغباته المثلية مقابل ان يساعده على تحقيق احلامه فيتحول بذلك فرح من رجل قروي مكتمل الرجولة إلى رجل شاذ يعاني من حالة نفسية تمنعه من أقامة علاقة كاملة مع النساء فيتحول إلى رجل عاجز جنسياً وينتهي به الامر إلى الجنون.
- ياسمينة الفتاة الدمشقية التي عانت من الكبت والحرمان العاطفي والتي تذهب إلى بيروت حيث يعمل اخيها لكنها تذهب وتعيش مع نمر الرجل الغني الجميل ابن الرجل المهم الذي يستغل حبها للمال ويقيم معها علاقة غير شرعية فتتعلق به وتحبه وتفاتحه بموضوع الزواج ليفاجأها برفضه للفكرة نظراً لأنه لا يستطيع الزواج من فتاة سلمته نفسها ويذهب ليتزوج من فتاة أخرى لينمي مصالح والده المادية مع والدالعروس وينتهي المطاف بياسمينة وهي عائدة إلى منزل أخيها الذي كان يعلم بعلاقتها بنمر ويسكت عليها لأنها كانت تعطيه من المال الذي يعطيهاياه نمر الذي وحينما يعلم بنهاية العلاقة بين نمر واخته يثور على ياسمينة ويقطع رأسها ويتوجه إلى قسم الشرطة بسطل فيه رأس اخته ويقول للضابط أنه قد قتلها في جريمة شرف ويذكر في تحقيقة اسم نمر ابن الرجل المهم فيأتي نمر ويهدده ليخر أخو ياسمينة راكعاً امام تهديدات نمر له بقتله وامام اغراءه له بالعمل معه بعد خروجه من السجن فيصمت ويتراجع عن ذكر اسم نمر في المحضر.

#### الشخصيات الثانوية
- طعان الشاب الهارب من الثأر الذي لبسه لمجرد انه حصل على شهادة علمية فا المثأور له أو القتيل كان يحمل شهادة علمية ونظراً لأن القبيلة التي تريد الانتقام تقدر قيمة العلم فقد قرروا قتل أول من يحمل شهادة علمية من عائلة القاتل لأخذ الثأر وكان أول من حمل شهادة هو طعان فوقع قرار الثأر عليه فيهرب لبيروت والشك يحاصره بأن كل من حوله هم ناس من اتباع القبيلة المعادية له فيتورط بجريمة قتل يقتل فيها سائح اجنبي اراد سؤاله عن اتجاهات المكان ظنا منه ان الرجل من العائلة التي تريد الثأر منه.
- أبو الملأ حارس المتحف الفقير الذي يرسل بناته ليعملون في قصور الناس حتى يؤمن عيشه يعاني من صراع مع ضميره على مسئلة سرقة إحدى التماثيل المهملة في زاوية مكان الحراسة الخاص به فينتهي به المطاف ميتاً بسكتة قلبية من الم وعذاب الضمير قبل حتى ان يستطيع سرقة التمثال.
- أبو مصطفى الصياد الذي يحلم في اصطياد المصباح السحري حتى تتحقق امانيه فينتهي به المطاف بالموت بعد أن يجرب الاصطياد بالديناميت فينفجر الديناميت فيه.

## كتابة الرواية
بدأت غادة السمان كتابتها في 29 تشرين أول 1974 وعملت عليها حتى طورتها وعدلتها نحوياً وانهت كتابتها في 22 تشرين الثاني 1974 لكنها نشرتها سنة 1975.

## غلاف الكتاب
حمل صورة بنت رأسها داخل صندوق وكأنه مقطوع يشير إلى رأس ياسمينة التي ينتهي دورها بجريمة شرف على يد اخوها يتم فيها قطع رأسها عن جسدها.

## النشر والطباعة
تم نشر الرواية بواسطة شركة منشورات غادة السمان سنة 1975 وقد أصدر من الكتاب ستة طبعات.

## نقد الرواية
قال الناقد غالي شكري عن رواية «بيروت 75» وعن أسلوب غادة السمان فيها، يرى «أنها رواية تشق مجراها الخاص ضمن التيار العربي العظيم.. فهي لا تستجدي منجزات الرواية» الطليعية«في الغرب أحدث موداتها، وهي لا تنسخ واحدا أو أكثر من الرواد العرب. وإنما هي تسند ظهرها على تراثها الحديث بأكمله وتشد قامتها إلى سماء العصر وتغرس قدميها في طين أرضها ثم تتنفس وتشم وتسمع وتذوق وتلمس بكل ما أوتيت من حواس الذات الأصيلة» 
وكان النقد السلبي الموجود على الرواية يتمحور حول أستخدام غادة السمان للجنس في رواياتها كما هو معتاد وحول الأسلوب المأساوي.
و أيضاً يرى البعض هنالك من يرى إنّ حجم الرواية (بيروت 75، 108 صفحات)، لا يتسع لهذا الكم الكبير من الشخصيات، خمس شخصيات أساسية بينها بطلان أحدهما أساسي، وشخصيات ثانوية أخرى كثيرة، مما يجعل الحبكة تضيق عليها فتفقدها تماسكها. لمثل هؤلاء النقاد 

## وصلات خارجية
- مفكرة السرد تحليل لرواية (بيروت 75) لـ: غادة السمان